# Querschnitt (empirische Forschung)
| Kategorien von patientenorientierten Studien |
| --- |
| - beobachtende oder experimentelle Studie - Längsschnitt- oder Querschnittstudie - prospektive oder retrospektive Studie - kontrollierte oder unkontrollierte Studie |

| \| \| \| \| \| Interventionsstudie \| Interventionsstudie \| Interventionsstudie \| Interventionsstudie \| Interventionsstudie \| Interventionsstudie \| \| \| \| \| \| \| \| \| \| \| Beobachtungsstudie \| Beobachtungsstudie \| Beobachtungsstudie \| Beobachtungsstudie \| Beobachtungsstudie \| Beobachtungsstudie \| \| \| \| \| \| \| \| \| \| \| \| \| \| \| \| \| \| \| \| \| \| \| \| \| \| \| \| \| \| \| \| \| \| \| \| \| \| \| \| \| \| Interventionsstudie \| Interventionsstudie \| Interventionsstudie \| Interventionsstudie \| Interventionsstudie \| Interventionsstudie \| \| \| \| \| \| \| \| \| \| \| Beobachtungsstudie \| Beobachtungsstudie \| Beobachtungsstudie \| Beobachtungsstudie \| Beobachtungsstudie \| Beobachtungsstudie \| \| \| vergleichende Gruppen \| \| \| \| \| \| \| \| \| \| \| \| \| \| \| \| \| \| \| \| \| \| \| \| \| \| \| \| \| \| \| \| \| \| \| \| \| \| \| \| \| \| \| \| \| \| \| \| \| \| \| \| \| \| \| \| \| \| \| \| \| \| \| \| \| \| \| \| \| \| \| \| \| \| \| \| \| \| \| \| \| \| \| \| \| \| \| \| \| \| \| \| \| \| \| \| \| \| Randomisierte kontrollierte Studie \| Randomisierte kontrollierte Studie \| Randomisierte kontrollierte Studie \| Randomisierte kontrollierte Studie \| Randomisierte kontrollierte Studie \| Randomisierte kontrollierte Studie \| \| \| Nichtrandomisierte kontrollierte Studie \| Nichtrandomisierte kontrollierte Studie \| Nichtrandomisierte kontrollierte Studie \| Nichtrandomisierte kontrollierte Studie \| Nichtrandomisierte kontrollierte Studie \| Nichtrandomisierte kontrollierte Studie \| \| \| Deskriptive Studie \| Deskriptive Studie \| Deskriptive Studie \| Deskriptive Studie \| Deskriptive Studie \| Deskriptive Studie \| \| \| Analytische Studie \| Analytische Studie \| Analytische Studie \| Analytische Studie \| Analytische Studie \| Analytische Studie \| \| \| \| \| \| \| \| \| \| \| \| \| \| \| \| \| \| \| \| \| \| \| \| \| \| \| \| \| \| \| \| \| \| Randomisierte kontrollierte Studie \| Randomisierte kontrollierte Studie \| Randomisierte kontrollierte Studie \| Randomisierte kontrollierte Studie \| Randomisierte kontrollierte Studie \| Randomisierte kontrollierte Studie \| \| \| Nichtrandomisierte kontrollierte Studie \| Nichtrandomisierte kontrollierte Studie \| Nichtrandomisierte kontrollierte Studie \| Nichtrandomisierte kontrollierte Studie \| Nichtrandomisierte kontrollierte Studie \| Nichtrandomisierte kontrollierte Studie \| \| \| Deskriptive Studie \| Deskriptive Studie \| Deskriptive Studie \| Deskriptive Studie \| Deskriptive Studie \| Deskriptive Studie \| \| \| Analytische Studie \| Analytische Studie \| Analytische Studie \| Analytische Studie \| Analytische Studie \| Analytische Studie \| \| \| \| \| \| \| \| \| \| \| \| \| \| \| \| \| \| \| \| \| \| \| \| \| \| \| \| \| \| \| \| \| \| \| \| \| \| \| \| \| \| \| \| \| \| \| \| \| \| \| \| \| \| \| \| \| \| \| \| \| \| \| \| \| \| \| \| \| \| \| \| \| \| \| \| \| \| \| \| \| \| \| \| \| \| \| \| \| \| \| \| \| \| \| \| \| \| \| \| \| \| \| \| \| \| \| \| \| \| \| \| \| Kohorten- Studie \| Kohorten- Studie \| Kohorten- Studie \| Kohorten- Studie \| Kohorten- Studie \| Kohorten- Studie \| \| \| Fall-Kontroll- Studie \| Fall-Kontroll- Studie \| Fall-Kontroll- Studie \| Fall-Kontroll- Studie \| Fall-Kontroll- Studie \| Fall-Kontroll- Studie \| \| \| Querschnitts- Studie \| Querschnitts- Studie \| Querschnitts- Studie \| Querschnitts- Studie \| Querschnitts- Studie \| Querschnitts- Studie \| \| \| \| \| \| \| \| \| \| \| \| \| \| \| \| \| \| \| \| \| \| \| \| \| |                                    |                                    |                                    |                                    |                                    |                     |                     |                                         |                                         |                                         |                                         |                                         |                                         |  |  |                    |                    |                    |                    |                    |                    |                    |                    |                       |                       |                       |                       |                       |                       |  |  |                      |                      |                      |                      |                      |                      |  |  |  |  |  |  |  |  |  |  |  |  |  |  |  |  |  |  |  |  |  |  |  |  |
| |                                    |                                    |                                    | Interventionsstudie                | Interventionsstudie                | Interventionsstudie | Interventionsstudie | Interventionsstudie                     | Interventionsstudie                     |                                         |                                         |                                         |                                         |  |  |                    |                    |                    |                    | Beobachtungsstudie | Beobachtungsstudie | Beobachtungsstudie | Beobachtungsstudie | Beobachtungsstudie    | Beobachtungsstudie    |                       |                       |                       |                       |  |  |                      |                      |                      |                      |                      |                      |  |  |  |  |  |  |  |  |  |  |  |  |  |  |  |  |  |  |  |  |  |  |  |  |
| |                                    |                                    |                                    | Interventionsstudie                | Interventionsstudie                | Interventionsstudie | Interventionsstudie | Interventionsstudie                     | Interventionsstudie                     |                                         |                                         |                                         |                                         |  |  |                    |                    |                    |                    | Beobachtungsstudie | Beobachtungsstudie | Beobachtungsstudie | Beobachtungsstudie | Beobachtungsstudie    | Beobachtungsstudie    |                       |                       | vergleichende Gruppen |                       |  |  |                      |                      |                      |                      |                      |                      |  |  |  |  |  |  |  |  |  |  |  |  |  |  |  |  |  |  |  |  |  |  |  |  |
| |                                    |                                    |                                    |                                    |                                    |                     |                     |                                         |                                         |                                         |                                         |                                         |                                         |  |  |                    |                    |                    |                    |                    |                    |                    |                    |                       |                       |                       |                       |                       |                       |  |  |                      |                      |                      |                      |                      |                      |  |  |  |  |  |  |  |  |  |  |  |  |  |  |  |  |  |  |  |  |  |  |  |  |
| Randomisierte kontrollierte Studie | Randomisierte kontrollierte Studie | Randomisierte kontrollierte Studie | Randomisierte kontrollierte Studie | Randomisierte kontrollierte Studie | Randomisierte kontrollierte Studie |                     |                     | Nichtrandomisierte kontrollierte Studie | Nichtrandomisierte kontrollierte Studie | Nichtrandomisierte kontrollierte Studie | Nichtrandomisierte kontrollierte Studie | Nichtrandomisierte kontrollierte Studie | Nichtrandomisierte kontrollierte Studie |  |  | Deskriptive Studie | Deskriptive Studie | Deskriptive Studie | Deskriptive Studie | Deskriptive Studie | Deskriptive Studie |                    |                    | Analytische Studie    | Analytische Studie    | Analytische Studie    | Analytische Studie    | Analytische Studie    | Analytische Studie    |  |  |                      |                      |                      |                      |                      |                      |  |  |  |  |  |  |  |  |  |  |  |  |  |  |  |  |  |  |  |  |  |  |  |  |
| Randomisierte kontrollierte Studie | Randomisierte kontrollierte Studie | Randomisierte kontrollierte Studie | Randomisierte kontrollierte Studie | Randomisierte kontrollierte Studie | Randomisierte kontrollierte Studie |                     |                     | Nichtrandomisierte kontrollierte Studie | Nichtrandomisierte kontrollierte Studie | Nichtrandomisierte kontrollierte Studie | Nichtrandomisierte kontrollierte Studie | Nichtrandomisierte kontrollierte Studie | Nichtrandomisierte kontrollierte Studie |  |  | Deskriptive Studie | Deskriptive Studie | Deskriptive Studie | Deskriptive Studie | Deskriptive Studie | Deskriptive Studie |                    |                    | Analytische Studie    | Analytische Studie    | Analytische Studie    | Analytische Studie    | Analytische Studie    | Analytische Studie    |  |  |                      |                      |                      |                      |                      |                      |  |  |  |  |  |  |  |  |  |  |  |  |  |  |  |  |  |  |  |  |  |  |  |  |
| |                                    |                                    |                                    |                                    |                                    |                     |                     |                                         |                                         |                                         |                                         |                                         |                                         |  |  |                    |                    |                    |                    |                    |                    |                    |                    |                       |                       |                       |                       |                       |                       |  |  |                      |                      |                      |                      |                      |                      |  |  |  |  |  |  |  |  |  |  |  |  |  |  |  |  |  |  |  |  |  |  |  |  |
| |                                    |                                    |                                    |                                    |                                    |                     |                     |                                         |                                         |                                         |                                         |                                         |                                         |  |  | Kohorten- Studie   | Kohorten- Studie   | Kohorten- Studie   | Kohorten- Studie   | Kohorten- Studie   | Kohorten- Studie   |                    |                    | Fall-Kontroll- Studie | Fall-Kontroll- Studie | Fall-Kontroll- Studie | Fall-Kontroll- Studie | Fall-Kontroll- Studie | Fall-Kontroll- Studie |  |  | Querschnitts- Studie | Querschnitts- Studie | Querschnitts- Studie | Querschnitts- Studie | Querschnitts- Studie | Querschnitts- Studie |  |  |  |  |  |  |  |  |  |  |  |  |  |  |  |  |  |  |  |  |  |  |  |  |

In der empirischen Forschung spricht man von einem Querschnitt (z. T. englisch Cross-sectional data), von einer Querschnitt(s)studie, Querschnittsuntersuchung, Querschnittsanalyse oder einem Querschnittsdesign, wenn eine empirische Untersuchung (beispielsweise eine Befragung oder Inhaltsanalyse) einmalig durchgeführt wird. Im Unterschied zum Querschnittsdesign wird eine Längsschnittstudie mehrmals hintereinander durchgeführt.

## Definition
Bei einer Querschnittuntersuchung im Bereich der Psychologie werden Vorgehensweisen von Teilnehmern unterschiedlicher Altersstufen zu einem festen Untersuchungszeitpunkt miteinander verglichen. Bei diesen Stichproben werden Lebensalter und Zeitpunkt als unabhängige Variable definiert während die erfassten Werte als abhängige Variable verzeichnet werden. Ein Altersunterschied zweier Stichproben kann jedoch im Querschnittdesign nicht zwangsläufig auf die zu Grunde liegenden Entwicklungsprozesse zurückgeführt werden, da hier möglicherweise ein Kohorteneffekt vorliegen könnte. Trotzdem kann die Querschnittsmethode genutzt werden, um erste heuristische Anhaltspunkte für Entwicklungsphänomene zu erhalten, ohne dass hierfür eine Längsschnittuntersuchung durchgeführt werden muss.

## Empirische Sozialforschung
Hierbei erfolgt eine grundsätzliche Unterscheidung zwischen Querschnitts- und Längsschnittuntersuchungen. Die Variablen der Querschnittserhebung können nur zu einem einmaligen festen Zeitpunkt beobachtet und verglichen werden. So entstehen gesellschaftliche „Momentaufnahmen“ von derzeit gültigen Fakten, Meinungen oder Verhaltensweisen. Beim Querschnittsdesign verwendet man Zufallsstichproben, um die Repräsentativität zu gewährleisten. Um Prozessanalysen durchzuführen, bei denen die Veränderungen der Variablen über einen bestimmten Zeitraum ausgewertet werden soll, kann eine Längsschnittanalyse durchgeführt werden.
Ein Vorteil der Querschnittmethode ist es beispielsweise, dass für die Datenerhebung ein einmaliger Zeitpunkt berücksichtigt werden muss und der Zeitraum vom Beginn der Untersuchung bis zur Auswertung der Ergebnisse kurz gehalten werden kann. Für eine einmalige Untersuchung lassen sich leichter Probanden gewinnen, die bereit sind an der Studie teilzunehmen, während bei Analysen über einen längeren Zeitraum weitere unvorhergesehene Faktoren eine Rolle spielen können, wie beispielsweise der Tod eines Teilnehmers. Ein Nachteil der einmaligen Datenerhebung liegt insbesondere darin, dass keine Informationen über individuelle Entwicklungsverläufe oder Verhaltensänderungen ablesen lassen. So können mögliche Unterschiede beim Vergleich zweier Altersgruppen nicht eindeutig dem Alterseffekt zugeordnet werden, da sich im Zeitraum zwischen den Studien eventuell die gesellschaftlichen Bedingungen verändert haben können. Das Ergebnis der Studie ist also nur für den Zeitpunkt der Erhebung gültig und lässt sich nicht generell auf andere Zeitpunkte übertragen.
| Beispiel |
| |
| – A: Alterseffekt: Mit 15 Jahren kaufen sich alle z. B. einen Bausparvertrag                                     |
| – P: Periodeneffekt: Im Jahr 2000 kauften sich alle z. B. einen 2000er-Kalender und Querschnitt                  |
| – K: Kohorteneffekt: Der Jahrgang 1989 (1999 10 Jahre alt) kauft jedes Jahr z. B. Kinokarten für den Film „1989“ |